# Sarticzala
Sarticzala (gruz. სართიჭალა; hist. Marienfeld) – wieś w Gruzji, w Dolnej Kartlii, w gminie Gardabani. W 2002 roku liczyła 7041 mieszkańców. Dawna osada Niemców kaukaskich.

## Historia
Marienfeld został założony na początku XIX wieku przez niemieckich osadników z Badenii-Wirtembergii. W czasie II wojny światowej, po ataku Niemiec na Związek Radziecki, Stalin wydał rozkaz przesiedlenia mieszkańców do Azji Środkowej. Wraz ze wzrostem osadnictwa gruzińskiego zmieniono też nazwę miejscowości na Sarticzala.